# Trichostomum platyphyllum
Trichostomum platyphyllum är en bladmossart som beskrevs av Chen Pan-chieh 1941. Trichostomum platyphyllum ingår i släktet lansettmossor, och familjen Pottiaceae. Inga underarter finns listade i Catalogue of Life.